# Karel de Visch
Carolus de Visch oder Karel de Visch O.Cist. (* 15. August 1596 in Veurne; † 11. April 1666 in Brügge) war ein flämischer Zisterziensermönch und Historiker.

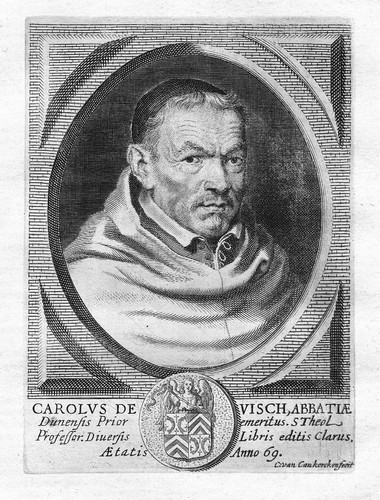
Carolus de Visch

Karel de Visch wurde am 15. August 1596 im Dorf Bulskamp in der Nähe von Veurne (Grafschaft Flandern) als Sohn von Joris de Visch und Maria van den Hecke geboren.  Sein Vater gehörte dem niederen Adel an.  Nach dem Besuch der Lateinschule in Veurne studierte von 1621 bis 1625 er Philosophie an der Universität Douai. Er unterrichtete daraufhin zwei Jahre in der deutschen Zisterzienserabtei Eberbach. Er hatte sich nicht sonderlich durch wissenschaftliche Arbeiten qualifizierte, veröffentlichte 1649 jedoch die erste Auflage seiner Bibliotheca scriptorum sacri ordinis Cisterciensis, dessen zweite Auflage 1656 erschien. Im Allgemeinen übernahm er bei dieser Arbeit Angaben aus zweiter Hand; da ihm die Schriften nicht vorlagen, kam es zu häufigeren Fehlern. Dennoch diente sein Werk vielen weiteren Forschern – kein anderes von dem Umfang war vorhanden – bis in das 20. Jahrhundert. Er erarbeitete 1665 ein weiteres Autorenverzeichnis der Ordensschriftsteller, das erst im 1926 in der Cistercienser-Chronik erschien. de Visch war Prior von Dunes in Belgien von 1649 bis 1661.